# Canthigaster
Canthigaster – rodzaj ryb rozdymkokształtnych z rodziny rozdymkowatych (Tetraodontidae).

## Klasyfikacja
Gatunki zaliczane do tego rodzaju:
| - Canthigaster amboinensis - Canthigaster axiologus - Canthigaster bennetti - Canthigaster callisterna - Canthigaster capistrata - Canthigaster compressa - Canthigaster coronata – ostronos koroniasty - Canthigaster criobe - Canthigaster cyanetron - Canthigaster cyanospilota - Canthigaster epilampra - Canthigaster figueiredoi | - Canthigaster flavoreticulata - Canthigaster inframacula - Canthigaster investigatoris - Canthigaster jactator – ostronos hawajski - Canthigaster jamestyleri - Canthigaster janthinoptera - Canthigaster leoparda - Canthigaster margaritata - Canthigaster marquesensis - Canthigaster natalensis - Canthigaster ocellicincta | - Canthigaster papua - Canthigaster punctata - Canthigaster punctatissima - Canthigaster pygmaea - Canthigaster rapaensis - Canthigaster rivulata - Canthigaster rostrata – rozdymka niebieskoplama - Canthigaster sanctaehelenae - Canthigaster smithae - Canthigaster solandri – rozdymka ostronosa, ostronos czarnoplamy - Canthigaster supramacula - Canthigaster tyleri - Canthigaster valentini – rozdymka walentynka, ostronos walentynek |

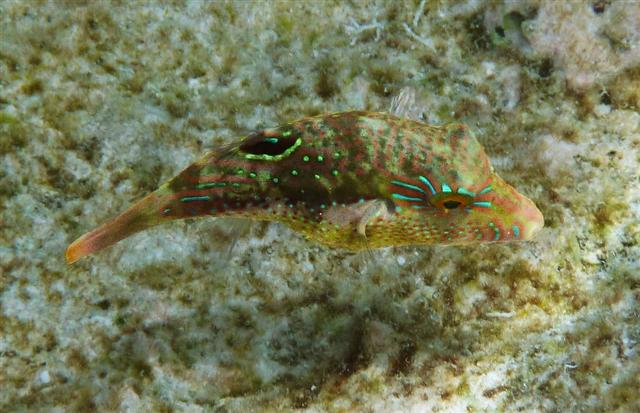
Canthigaster bennetti
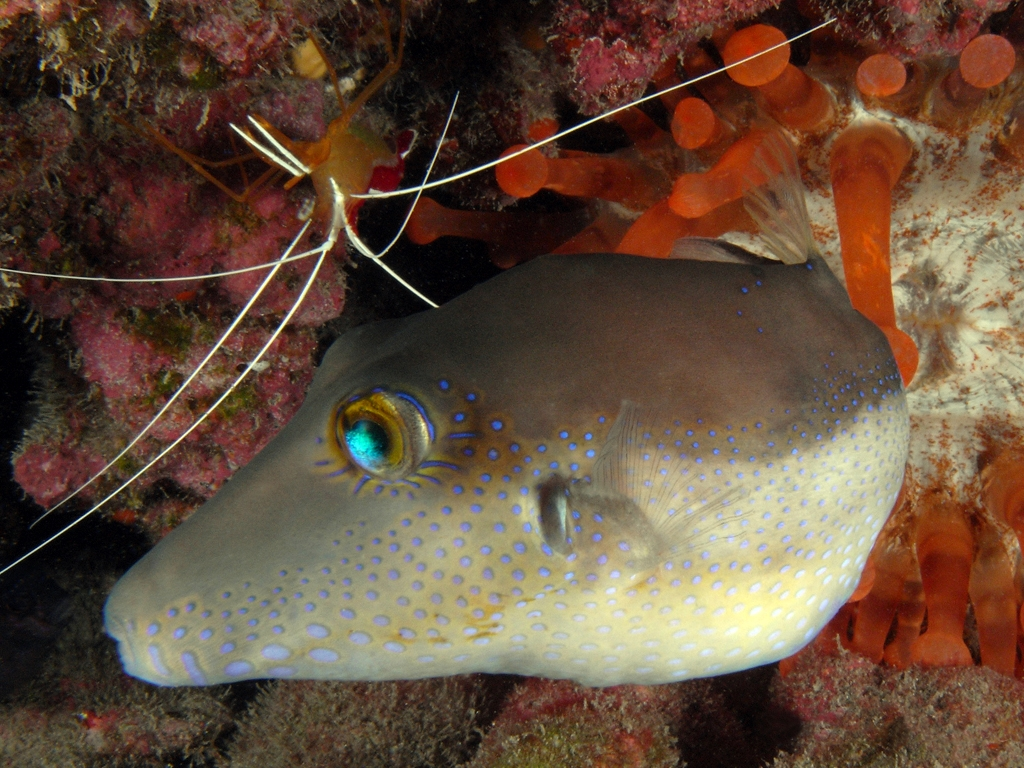
Canthigaster capistrata
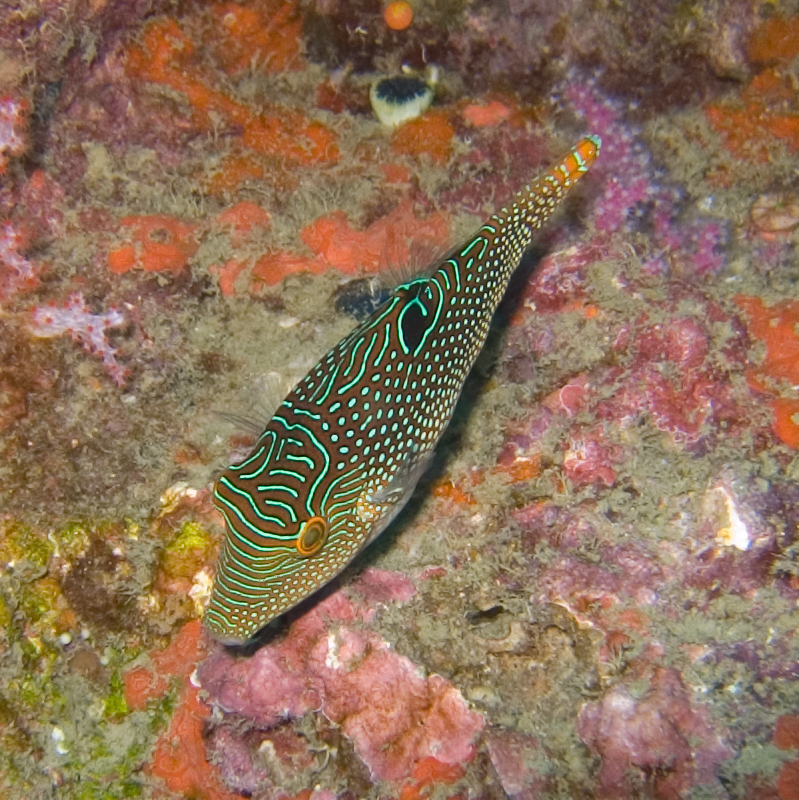
Canthigaster compressa
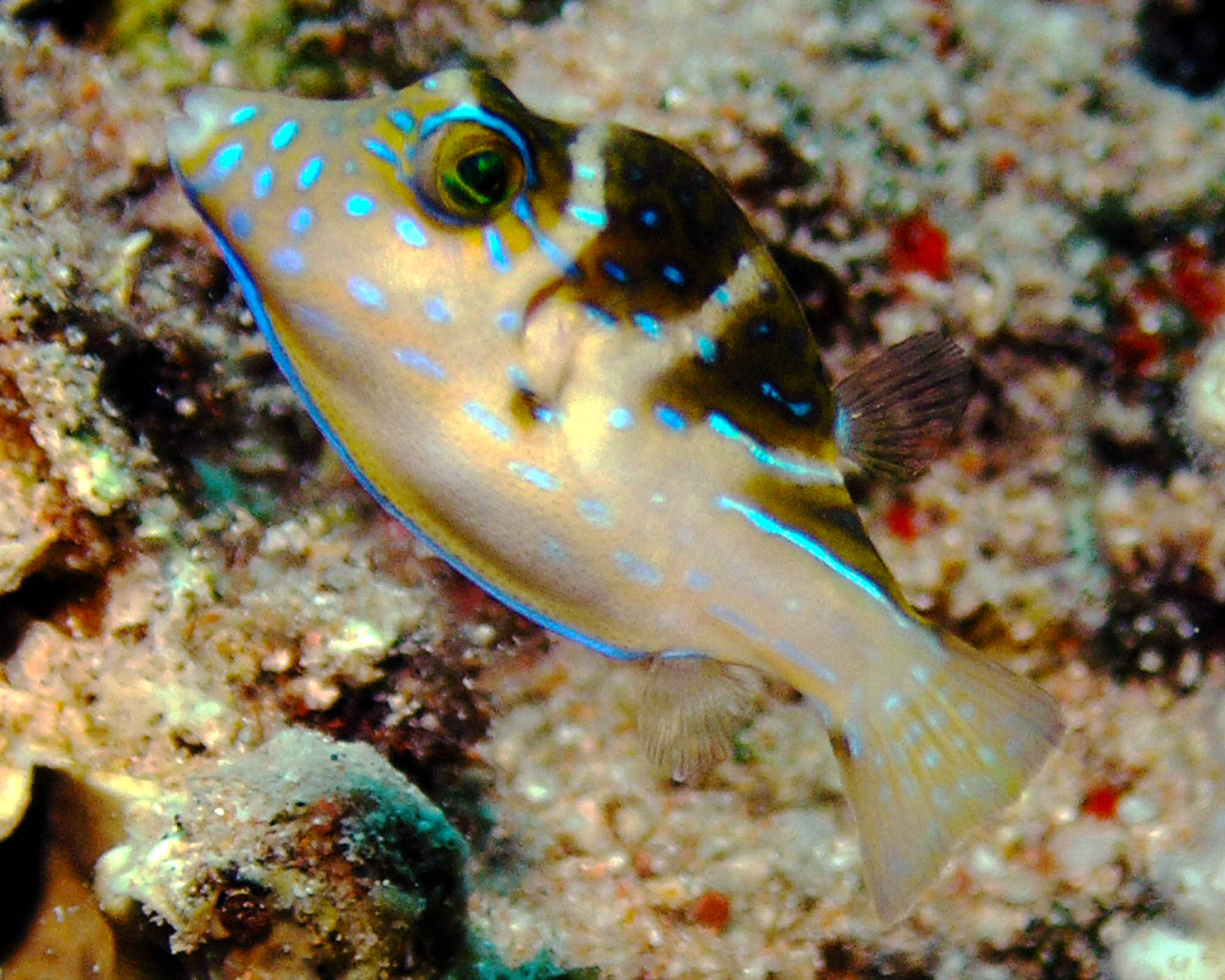
Canthigaster coronata
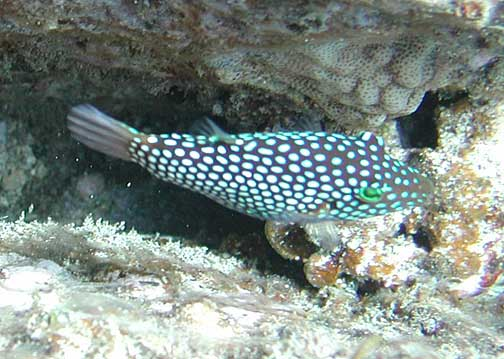
Canthigaster jactator
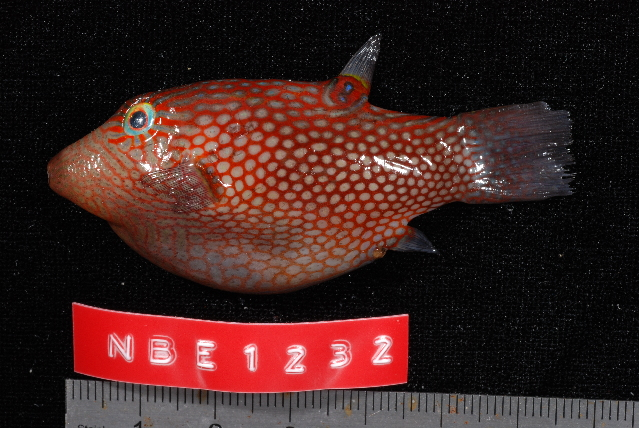
Canthigaster janthinoptera
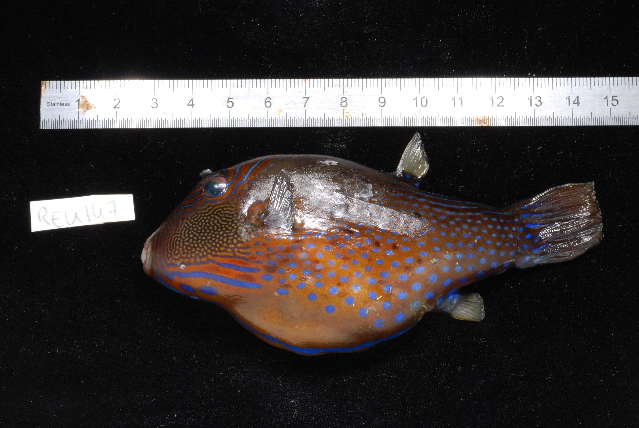
Canthigaster natalensis
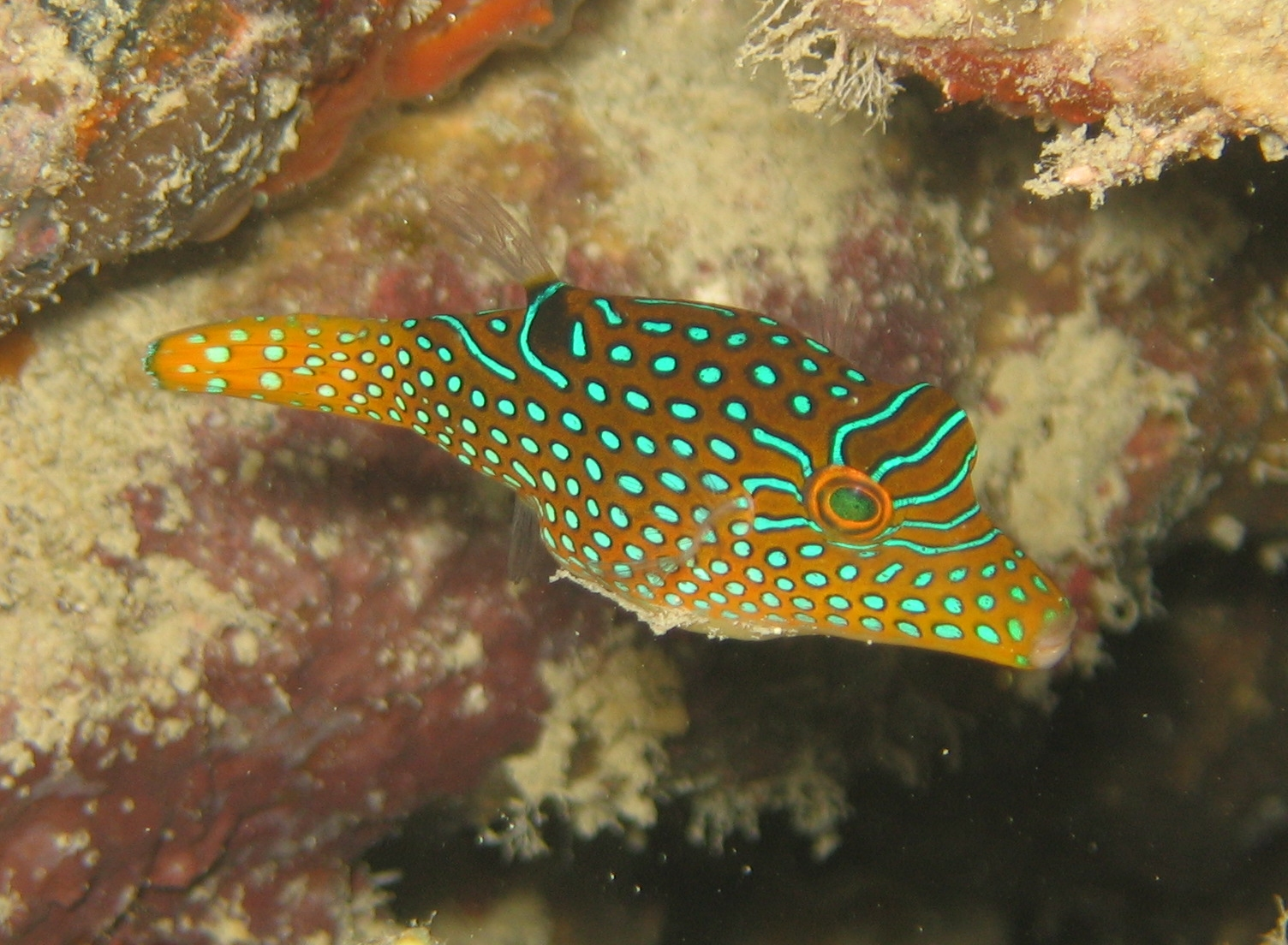
Canthigaster papua
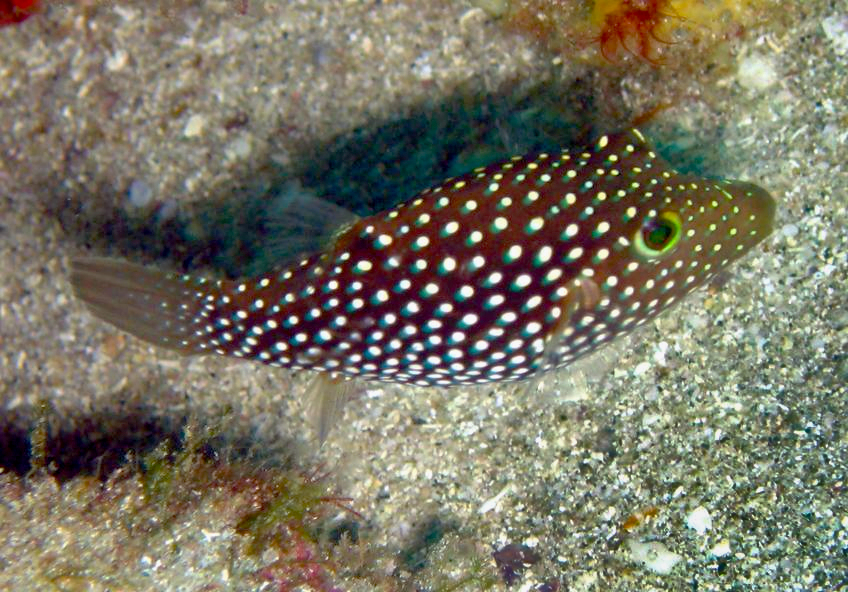
Canthigaster punctatissima
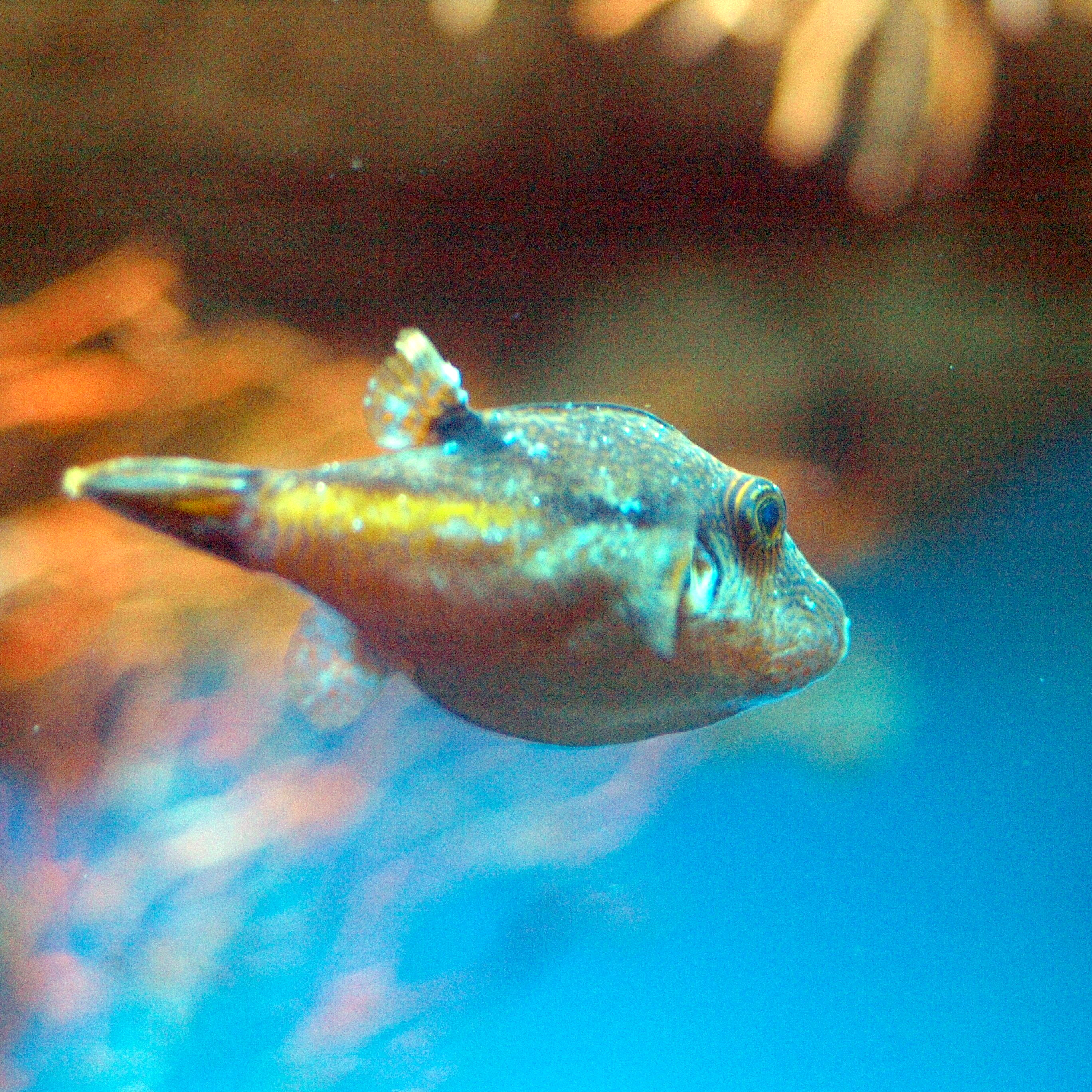
Canthigaster rivulata
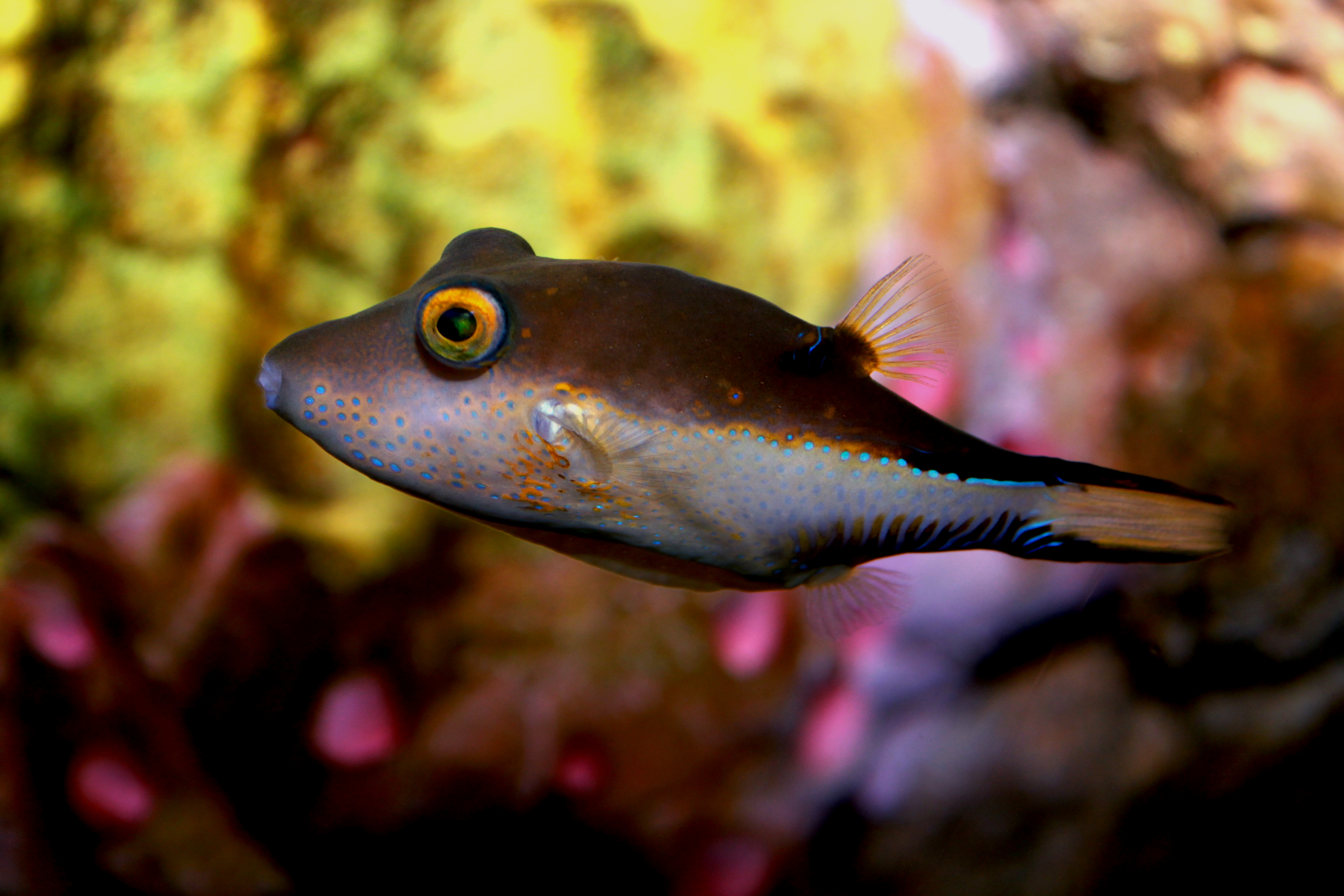
Canthigaster rostrata
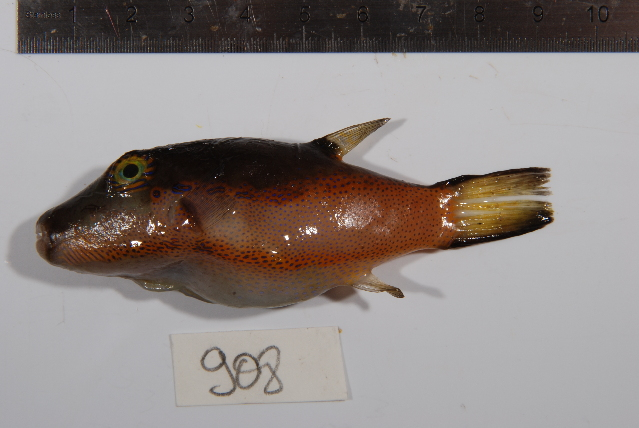
Canthigaster smithae
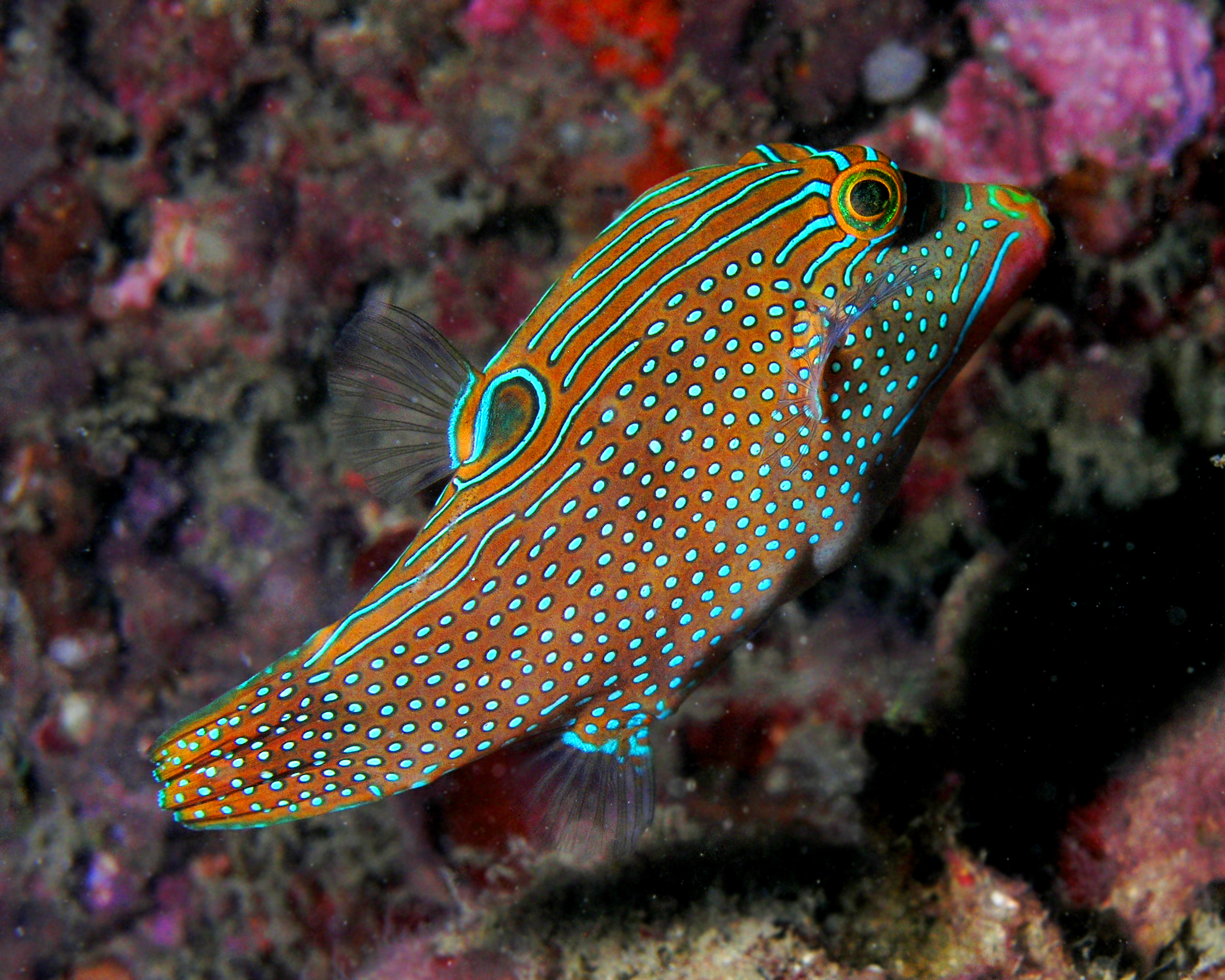
Canthigaster solandri
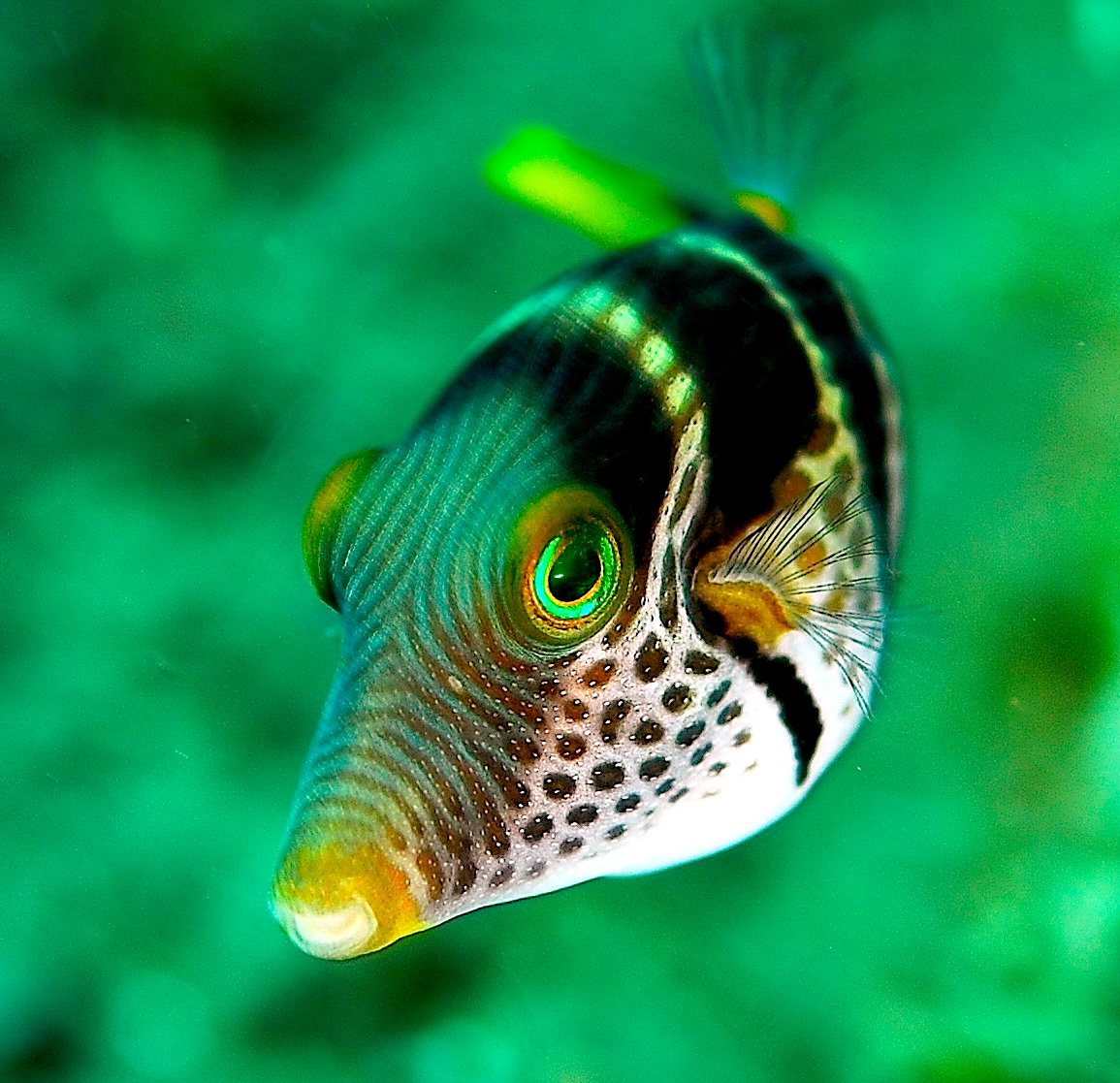
Canthigaster valentini